# Breakout: Video Singles
Breakout: Video Singles è la prima raccolta di videoclip dei Bon Jovi, pubblicata a inizio 1986. Contiene tutti i video prodotti per i primi due album del gruppo, Bon Jovi e 7800° Fahrenheit. Il titolo della registrazione si rifà alla sesta traccia del disco di debutto della band, chiamata appunto Breakout.

## Tracce
1. In and Out of Love (Jon Bon Jovi)
2. Only Lonely (Bon Jovi, David Bryan)
3. Silent Night (Bon Jovi)
4. She Don't Know Me (Mark Avsec)
5. The Hardest Part Is the Night (Versione live) (Bon Jovi, Richie Sambora, Bryan)
6. Runaway (Bon Jovi, George Karak)

## Formazione
- Jon Bon Jovi - voce, chitarra
- Richie Sambora - chitarra solista, seconda voce
- David Bryan - tastiere, seconda voce
- Alec John Such - basso, seconda voce
- Tico Torres - batteria, percussioni